# Fernando Cento

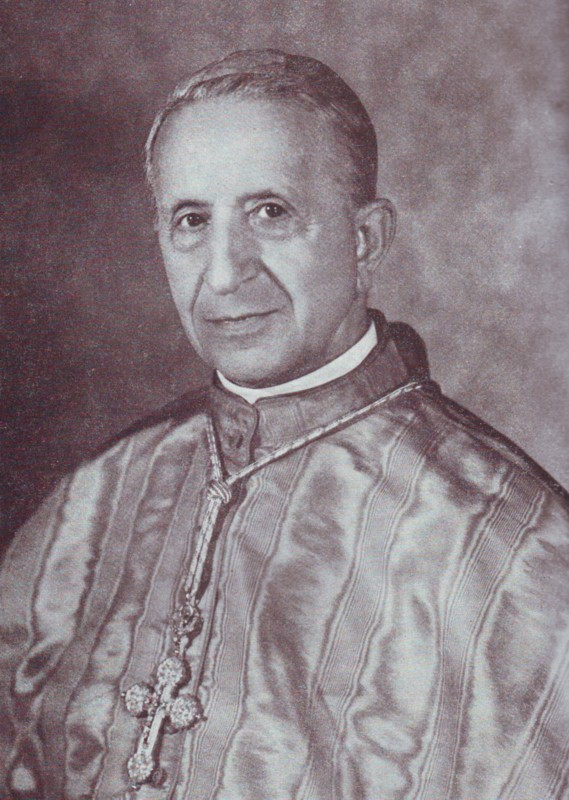
Fernando Cento

Fernando Cento (Pollenza, 10 augustus 1883 – Rome, 13 januari 1973) was een Italiaans geestelijke en kardinaal van de Katholieke Kerk.
Cento bezocht het seminarie van Macerata en studeerde vervolgens aan het Gregorianum in Rome, waar hij een graad behaalde in het canoniek recht. Hij promoveerde vervolgens aan de Universiteit van Rome in de letteren op het proefschrift Il pensiero educativo di Dante (De opvoedkundige opvattingen van Dante).  Hij werd op 23 december 1905 priester gewijd en moest daarvoor dispensatie krijgen, omdat het kerkelijk recht voorschreef dat iemand 23 jaar oud moest zijn om gewijd te kunnen worden. Van 1906 tot 1916 was hij professor aan het seminarie van Marcereta, waar hij letterkunde doceerde. Tijdens de Eerste Wereldoorlog moest hij deze werkzaamheden onderbreken om dienst te nemen in het Italiaanse leger. Hij werkte als aalmoezenier in het ziekenhuis van Ancona. Nadien was hij de grondlegger van Il Cittadino, een wekelijkse krant van het bisdom Macerata en Tolentino. Hij werd eind 1917 benoemd tot kamerheer van de Paus. Van 1919 tot 1922 was hij kanunnik van het kathedraal kapittel van Macerata.
Op 22 juli 1922 benoemde paus Pius XI Cento tot bisschop van Acireale (op Sicilië). Hij werd gewijd door Giovanni kardinaal Tacci Porcelli. In 1926 werd hij benoemd tot titulair aartsbisschop van Seleucia Pieria en tot apostolisch nuntius in Venezuela. In 1936 werd hij overgeplaatst naar Peru, waar hij tevens belast werd met de zorg voor de katholieken in Ecuador, dat al enige tijd geen diplomatieke verhoudingen met de Heilige Stoel onderhield. Hij was succesvol in het herstellen van de diplomatieke betrekkingen tussen beide staten. In 1946 benoemde paus Pius XII hem tot apostolisch nuntius in België en Luxemburg. Hij woonde in 1953 als pauselijk gezant de kroning bij van de Britse vorstin Elizabeth II en werd even daarna als nuntius naar Portugal gezonden.
Paus Johannes XXIII creëerde hem kardinaal tijdens het consistorie van 15 december 1958. De Sant'Eustachio werd zijn titelkerk. Tijdens het Tweede Vaticaans Concilie was Cento voorzitter van de voorbereidingscommissie die zich met het apostolaat van de leken bezighield. Cento nam deel aan het Conclaaf van 1963 dat leidde tot de verkiezing Giovanni Battista kardinaal Montini tot paus Paulus VI. Deze verhief Cento in 1965 tot kardinaal-bisschop van het suburbicair bisdom Velletri. In 1972 was hij de drijvende kracht achter de oprichting van een verzorgingstehuis in zijn geboortedorp Pollenza.
Zijn lichaam werd begraven in de parochiekerk aldaar.

## Bron
- (en) Bijdrage over Cento op The Cardinals of the Holy Roman Church, met foto

- Gemeinsame Normdatei: 1103355287
- International Standard Name Identifier: 0000 0001 0909 9981
- Library of Congress Control Number: n84059649
- Nederlandse Thesaurus van Auteursnamen: 069521328
- Réseau des bibliothèques de Suisse occidentale: 02-A011247556
- Istituto Centrale per il Catalogo Unico: SBLV018859
- SNAC: w69s4jtf
- Système universitaire de documentation: 22001213X
- Virtual International Authority File: 65404499
- WorldCat: E39PBJpYv6VPT7BrvMd4BvMMfq